# Élections sénatoriales américaines de 2008

Élections sénatoriales 2008 (États-Unis)
deux sénateurs républicains
deux sénateurs démocrates
un sénateur de chaque parti
un sénateur démocrate et un indépendant.

En 2008, les élections au Sénat des États-Unis ont eu lieu le 4 novembre en même temps que l'élection présidentielle, l'élection des gouverneurs et l'élection des représentants. 33 sièges devaient être renouvelés sur les 100 que compte cette assemblée à laquelle il faut ajouter deux élections partielles (dans le Wyoming et dans le Mississippi). Le mandat des sénateurs étant de six ans, ceux qui ont été élus à l'occasion de cette élection siègeront dans le 111e congrès, du 3 janvier 2009 au 3 janvier 2015.
Les démocrates remettaient 12 sièges en jeu et en ont remporté 20 alors que les républicains, qui disposaient de 23 sièges, n'en ont conservé que 15.
Au soir du scrutin, les démocrates sortent renforcés du scrutin avec une majorité de 54 sièges pour leur seul parti, et de 56 sièges avec leurs alliés indépendants (Bernie Sanders et Joseph Lieberman).
Dans trois États (Minnesota, Alaska et Oregon) les résultats sont trop serrés pour déclarer un vainqueur le 4 novembre au soir.
- Le 6 novembre dans l'Oregon, le républicain Gordon Smith concède la victoire au démocrate Jeff Merkley (victoire : 49 % - 46 %).
- Le 19 novembre dans l'Alaska, le républicain Ted Stevens concède la victoire au démocrate Mark Begich (victoire : 48 % - 47 %).
- Le 30 juin 2009 dans le Minnesota, après près de huit mois de recomptage et de recours, le républicain Norm Coleman reconnait sa défaite : le démocrate Al Franken l'emporte de seulement 312 voix (victoire : 42 % - 42 %).

Le 28 avril 2009, le républicain Arlen Specter devient le 57e sénateur démocrate en quittant les républicains, ainsi le 7 juillet 2009 avec la prise de fonction de Franken les démocrates disposent avec leurs alliés indépendants d'une super-majorité de 60 sièges leur permettant ainsi de mettre un terme aux procédures d'obstructions des républicains, c'est la première fois depuis trente ans que les démocrates disposent d'une telle majorité au sénat. Cependant, dans les faits, les démocrates n'ont pu réellement profiter que quatre mois de la majorité à 60 sièges, jusqu'à la victoire de Scott Brown début 2010, étant donné les procédures à rallonge concernant l'élection de Franken et les absences pour maladie des sénateurs doyens Edward Moore Kennedy (qui meurt en août 2009) et Robert Byrd.
Les élections suivantes ont eu lieu en 2010.

## Cadre institutionnel et mode de scrutin
Le Sénat des États-Unis a 100 membres, deux pour chaque États des États-Unis, élus pour une durée de six ans. Les sénateurs sont divisés en 3 classes, une des trois classes étant renouvelée tous les 2 ans. Avant 1913 et l'apparition du dix-septième amendement de la Constitution des États-Unis, les sénateurs étaient élus par les assemblées des États, et non par leurs corps électoraux.

## Résultats
| Partis | Partis            | Sénat avant l'élection | Sièges        | Sièges | Vote populaire | Vote populaire | Sénat après l'élection | Changement |
| Partis | Partis            | Sénat avant l'élection | Sièges en jeu | Élus   | Voix           | %              | Sénat après l'élection | Changement |
| ------ | ----------------- | ---------------------- | ------------- | ------ | -------------- | -------------- | ---------------------- | ---------- |
|        | Parti démocrate   | 49                     | 12            | 20     | 34 276 327     | 51,86          | 57                     | 8          |
|        | Parti républicain | 49                     | 23            | 15     | 29 729 539     | 45,00          | 41                     | 8          |
|        | Parti libertarien | —                      | —             | —      | 670 231        | 1,01           | -                      | -          |
|        | Independants      | 2                      | -             | -      | 242 851        | 0,37           | 2                      | -          |
|        | Autres            | —                      | —             | —      | 1 117 519      | 1,77           | —                      | —          |
| Total  | Total             | 100                    | 35            | 35     | 66 090 467     | 100,00         | 100                    | —          |